# Igreja de Santo Amaro (Velas)

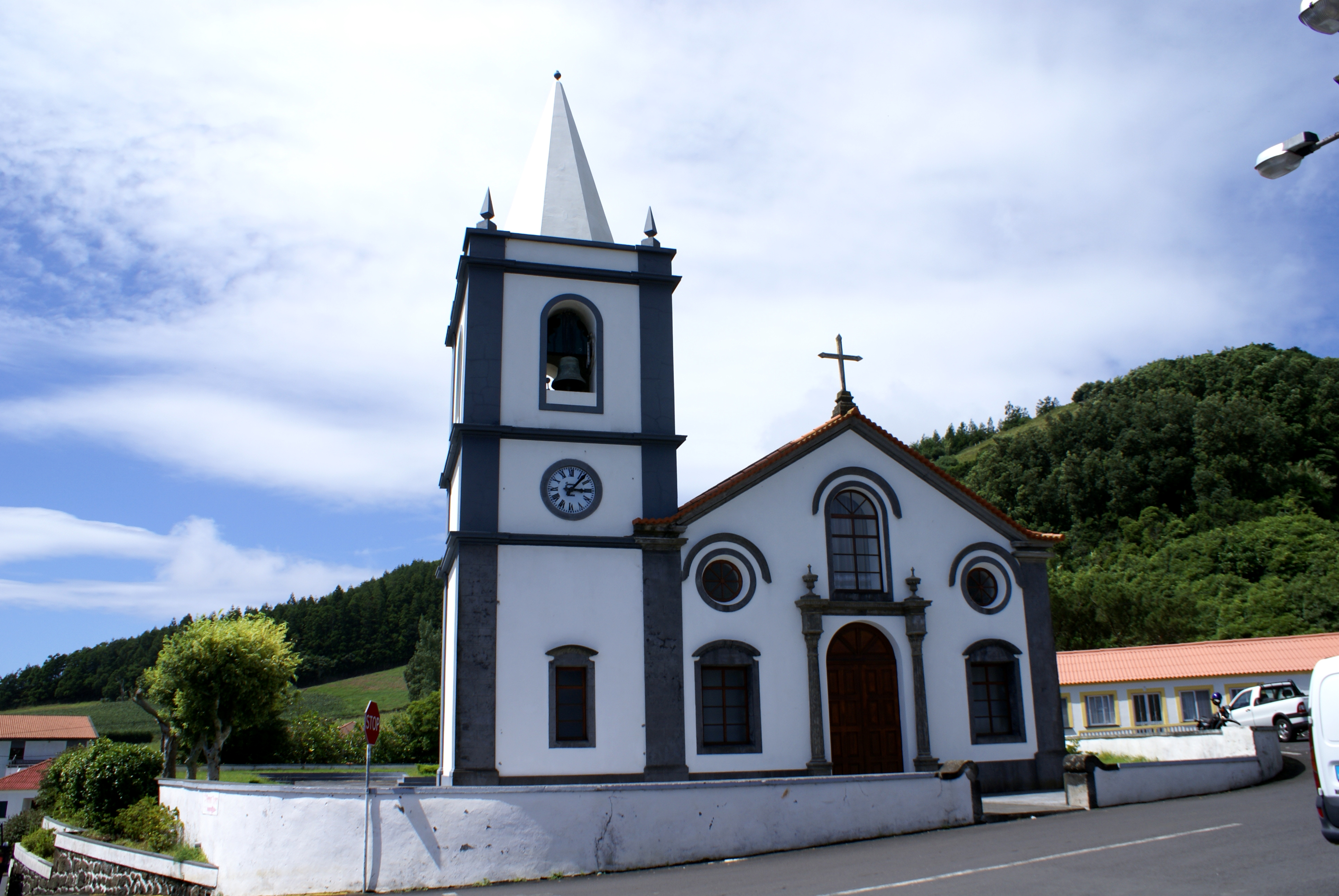
Igreja de Santo Amaro, fachada.

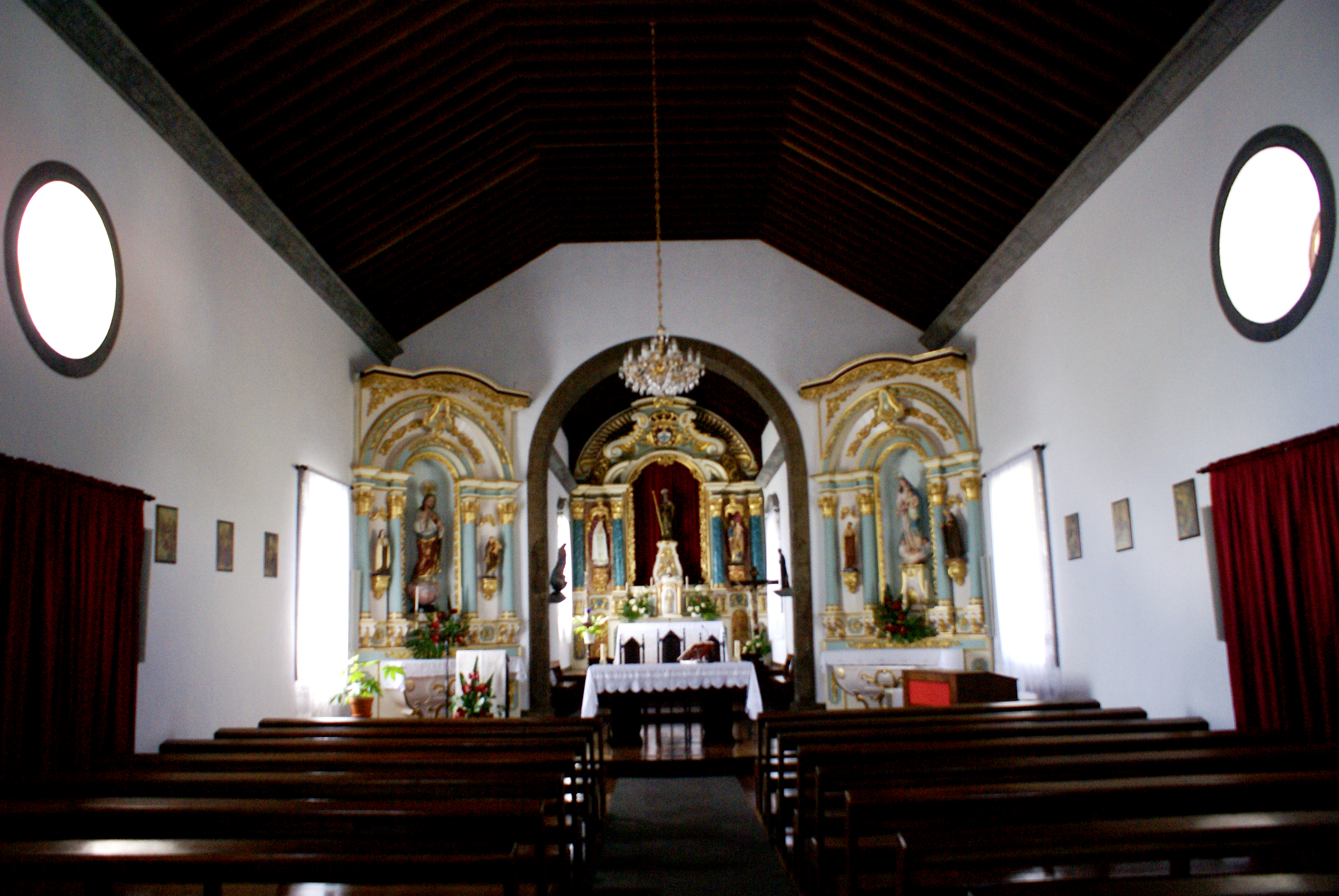
Igreja de Santo Amaro, interior.

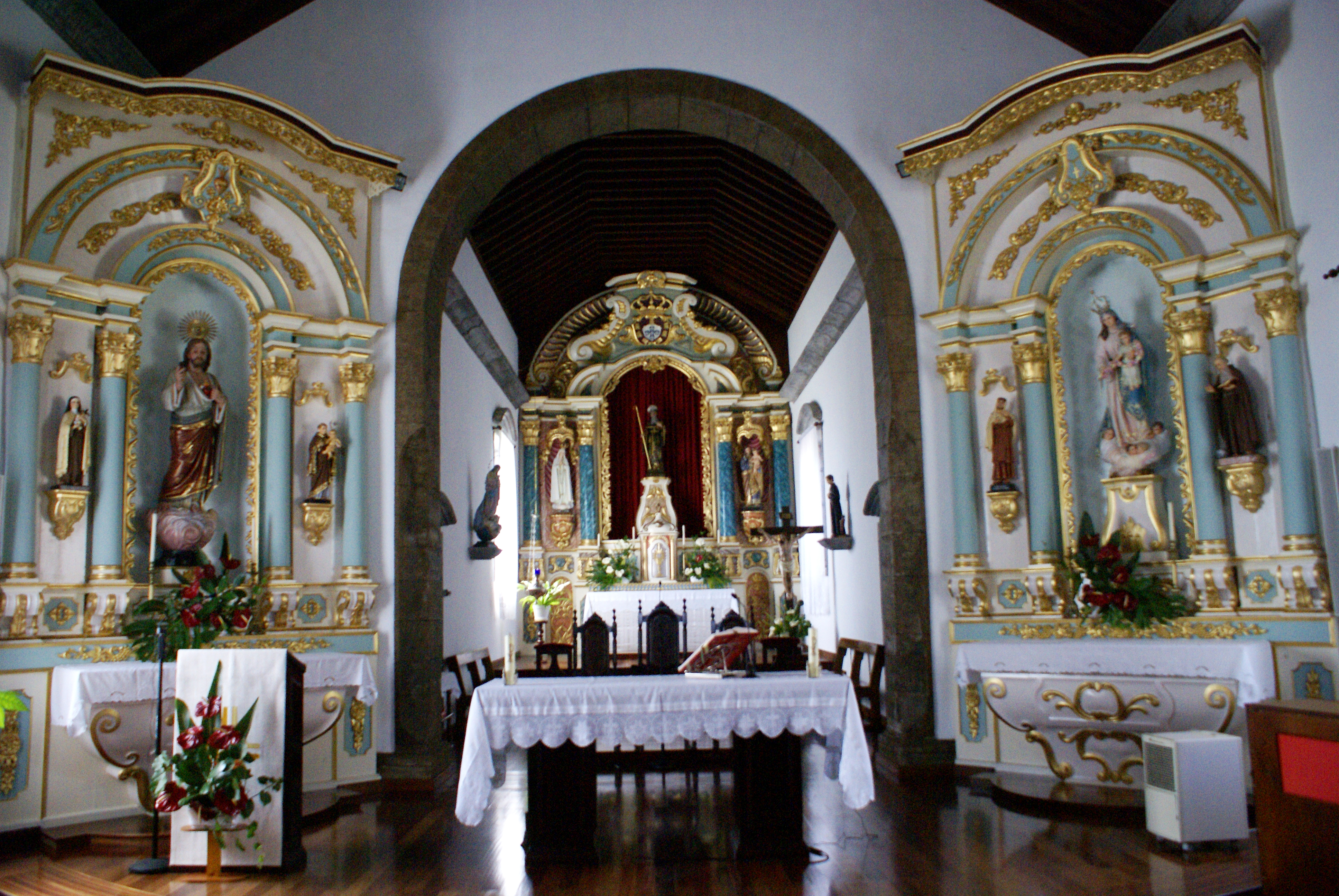
Igreja de Santo Amaro, altar-mor e altares laterais.

A Igreja de Santo Amaro (Velas) é um templo cristão Português localizada na freguesia de Santo Amaro, concelho de Velas, ilha de São Jorge.
Foi construido no século XVIII, apresenta-se como um edifício de média dimensão dotado de torre sineira, um frontão triangular com janelas e óculos e relógio na torre.
A igreja sofreu grandes estragos a quando o terramoto ocorrido na ilha do Faial a 9 de Julho de 1998 e que se fez sentir na localidade com bastante força. Depois do acontecimento foi rapidamente recuperada pelos paroquianos para o que tiveram a ajuda financeira de paroquianos emigrados, entre outros.
Foi aberto ao culto cerca de um ano depois.
O retábulo combina a talha dourada com colunas de azul-turquesa. Possui uma estátua de Santo Amaro no altar-mor que se encontra rodeada pelas imagens de Nossa Senhora da Conceição e de São José. Na parede, no lado direito da capela-mor encontra-se uma imagem de São Bosco, o padroeiro dos escoteiros.
Um elevado valor artístico é atribuído às imagens de Nossa Senhora do Rosário e do Sagrado Coração de Jesus.